# Stagnicola catascopium
Stagnicola catascopium is een slakkensoort uit de familie van de Lymnaeidae. De wetenschappelijke naam van de soort is voor het eerst geldig gepubliceerd in 1816 door Say.